# Archippus
Archippus (/ɑːr ˈ k ɪ p ə s / ; ógörögül: Ἄρχιππος, "a lovak mestere") az első században élt keresztény volt, akiről Pál levele Filemonhoz és a kolosszébeliekhez újszövetségi könyvek is említést tesznek.

## Szerepe az Újszövetségben
Pál Filemonhoz írt levelében (Filem 1:2) Archippust (Filemonnal és Appiával együtt) a gyülekezet vendéglátójának és „bajtársnak” nevezi. Kolosszeieknek 4:17 igeszakaszban az ottani gyülekezetnek egy üzenetet kell Archippusnak átadnia, miszerint „vigyázzon az Úrban kapott szolgálatra, hogy teljesíteni tudja azt”.

## Hagyomány szerinti szerepe
A 4. századi apostoli alkotmányokban (7,46) az áll, hogy Archippus volt Laodicea első püspöke Phrügiában (a mai Törökország területén), és a hagyomány szerint egyike volt a Jézus Krisztus által kinevezett 70 tanítványnak (Lukács evangéliuma 10:1). 
Nero császár uralkodása alatt a római történelem első szervezett keresztényüldözése során kínozták halálra Filemonnal és Appiával (Filem 1:2) együtt.

## Tisztelete
A római katolikus egyház március 20-án tartja ennek a szentnek az ünnepét. Az ortodox keresztények minden év február 19-én és november 22-én emlékeznek meg Archippusról.
- Január 4.: A Hetven Apostol Synaxisa.[1]
- Február 19.: Archippus és Filemon apostolok, valamint Apphia mártír.[2]
- November 22.: Filemon és Arkipposz apostolok, Apphia vértanú és Onézimusz.[3]

## Fordítás
Ez a szócikk részben vagy egészben  az   Archippus című angol Wikipédia-szócikk ezen változatának fordításán alapul.  Az eredeti cikk szerkesztőit annak laptörténete sorolja fel. Ez a jelzés csupán a megfogalmazás eredetét és a szerzői jogokat jelzi, nem szolgál a cikkben szereplő információk forrásmegjelöléseként.

## Kapcsolódó szócikk
- Pál levele a kolosszébeliekhez